# 数寄者
数寄者（すきしゃ）は、芸道に執心な人物の俗称。「数奇者」（すきもの）と書く場合もある。
現代では、本業とは別に茶の湯に熱心な人物、特に名物級の茶道具を所有する人物として用いられる。

## 歴史
「数寄」とは本来「好き」の意味である。広く風流韻事に心を寄せることを意味したが、平安時代には歌道が諸文化の中で重要な地位を占めており、松永貞徳が『歌林雑話』で「好きと云ふも歌人の事なり」と述べるなど歌人のことを指した。その後、茶の湯が流行し、清巌正徹が『正徹物語』で「歌の数奇」に対して「茶の数奇」について述べるなど相対して新たに用いられるようになった。その後、歌道の衰えとともに「数寄」はもっぱら茶の湯での意味になった。
茶事に関連して数寄屋造りと呼ばれる建築様式があるが、『匠明』によると「茶之湯座敷」に「数寄屋」と名付けたのは堺の宗易（千利休）であるとする。ただし、江戸時代中期になると数寄（数奇）が俗語化したため、奇品を偏愛する趣味を意味すると捉えられることを嫌い、茶書でもこれを避けようとする傾向がみられた。
近代以降は新たに「数寄者」と呼ばれる財閥出身者や個人資産家が出現し、日本国外に流出した美術品や廃仏毀釈で破壊された建築部材を買い取り、それらを利用して大規模な茶会を開催したり能舞台など芸能の場を設置した。こういった物好き達は「近代数寄者」と呼ばれ、特に益田鈍翁のほか、原三渓、松永耳庵、根津青山（嘉一郎)、小林逸翁（一三）、高橋箒庵、畠山即翁（一清）、五島慶太、細川護立、大原孫三郎、川喜田半泥子、松下幸之助らが有名である。